# جورج فوكس (لاعب كرة قاعدة)
جورج فوكس (بالإنجليزية: George Fox)‏ هو لاعب كرة قاعدة أمريكي، ولد في 1 ديسمبر 1868 في Pottstown, Pennsylvania ‏ في الولايات المتحدة، وتوفي في 8 مايو 1914 في فيلادلفيا في الولايات المتحدة.

## وصلات خارجية
- جورج فوكس على موقعبيزبول رفرنس.كوم (الدوري الرئيسي) (الإنجليزية)
- جورج فوكس على موقعبيزبول رفرنس.كوم (الدوري الثانوي) (الإنجليزية)